# Tinea xenodes
Tinea xenodes är en fjärilsart som beskrevs av Edward Meyrick 1909. Tinea xenodes ingår i släktet Tinea och familjen äkta malar.
Artens utbredningsområde är Bolivia. Inga underarter finns listade i Catalogue of Life.